# أميبيات طويلة
الأميبيات الطويلة (الاسم العلمي: Longamoebia) هي صنف من الطلائعيات تتبع الطائفة الفصية.

## التصنيف
- الأميبيات الوسطية
  - الشوكميبات
    - الشوكميبة